# Examen anorectal
L'examen anorectal és una exploració mèdica útil per al diagnòstic o per a la detecció precoç de la majoria de les patologies de l'anus, el recte i de les estructures veïnes (principalment de la pròstata i el perineu).
Consta de la inspecció anal, el tacte rectal i, si és precís, altres proves complementàries com l'anuscòpia. Habitualment es realitza la inspecció i a continuació el tacte rectal.

## Preparació
El pacient pot adoptar diferents posicions com:
- Decúbit supí:  aquesta posició permet l'exploració abdominal sense haver de mobilitzar de nou al pacient i permetent un accés senzill al perineu i a la regió anorectal. En molts pacients enllitats és la posició més senzilla i no resulta tan violenta per al pacient.
- Posició de Sims és la preferida per alguns autors per ser la més còmoda en ancians, pacients debilitats o amb malalties que dificultin la posició genu-pectoral. A més alguns pacients la consideren menys violenta, ja que no se senten tan vulnerables. El malalt es col·loca en decúbit lateral esquerre, amb malucs i genolls flexionats i formant un angle el tronc amb les cuixes cap a la vora de la llitera, en el qual se situarà el metge. Pot ser d'ajuda col·locar una petita coixinet sota el maluc esquerre.
- Posició genupectoral: per a alguns autors és la més convenient. El pacient es col·loca de genolls sobre la llitera, separa els genolls i recolza les espatlles i el cap (front o una galta) sobre la mateixa, intentant aconseguir la major lordosi lumbar possible. Hi ha la variant de peu recolzant els avantbraços en la vora de la llitera i inclinant el tronc cap endavant.

Aquestes posicions comprometen la intimitat i el pudor del pacient, però són necessàries per a l'exploració física, per la qual cosa ha d'existir una bona confiança entre metge i pacient. En la majoria de les ocasions el pacient ha de ser ajudat pel metge i personal auxiliar d'infermeria.
El metge es col·loca sempre uns guants, generalment de làtex o vinil.

## Inspecció anal
Amb les dues mans enguantades se separen les natges per visualitzar l'anus, la pell perianal i els seus voltants (regió sacrococcígea, natges, base de l'escrot). Després traccionar suaument a banda i banda de l'orifici anal, es pot visualitzar la porció distal del canal anal. A més també s'ha de realitzar la inspecció sol·licitant al pacient que efectuï un lleu esforç defecatori, per facilitar la protrusió de la mucosa. En la inspecció es poden visualitzar: fissures, ulceracions, orificis de fístules, abscessos, hemorroides (amb trombosi o no), neoplàsies anals i perianals, prolapses rectals. És important visualitzar l'existència de signes recents de sagnat d'alguna de les lesions citades. De vegades es pot evidenciar la presència de masses perianals de diferent etiologia.

## Tacte rectal
Consisteix en l'exploració dels esfínters de l'anus, del recte i de les estructures anatòmiques que formen el aparell genitourinari tant d'homes com de dones, mitjançant la palpació digital realitzada introduint un dit a través de l'anus.